# Списак споменика НОБ у Босни и Херцеговини
Списак споменика посвећених Народноослободилачкој борби, од 1941. до 1945. године, као и народним херојима и истакнутим личностима Народноослободилачког покрета који се налазе у Босни и Херцеговини. Због обимности чланак је подељен у три целине.

## Меморијални комплекси
| Меморијални комплекси посвећени Народноослободилачкој борби на територији Босне и Херцеговине |                                             |                 |                                                                      |                                                           |                                                                     |
| Слика                                                                                         | назив меморијалног комплекса                | локација        | посвећен                                                             | аутор/и и година постављања                               | напомена                                                            |
|                                                                                               | „Долина хероја“                             | Тјентиште       | борцима НОВЈ и жртвама фашизма погинулим током Битке на Сутјесци     | група аутора, 1963-1974.                                  | 2011. Музеј битке на Сутјесци уврштен у националну баштину УНЕСКО-а |
|                                                                                               | Меморијална зона „Корчаница“                | Грмеч           | борцима НОВЈ погинулим у НОБ, илегалном деловању партизанске болнице | —                                                         | —                                                                   |
|                                                                                               | Некропола жртвама фашизма                   | Нови Травник    | жртвама фашизма                                                      | архитекта Богдан Богдановић, 1975.                        | 2012. проглашен националним спомеником Босне и Херцеговине          |
|                                                                                               | Партизанско гробље у Мостару                | Мостар          | борцима НОВЈ погинулим у НОБ                                         | архитекта Богдан Богдановић, 1960-1965.                   | 2006. проглашено националним спомеником Босне и Херцеговине         |
|                                                                                               | Партизанско гробље у Мркоњић Граду          | Мркоњић Град    | борцима НОВЈ погинулим у НОБ                                         | —                                                         | —                                                                   |
|                                                                                               | Партизанско спомен-гробље у Бањалуци        | Бања Лука       | борцима НОВЈ погинулим у НОБ                                         | —                                                         | —                                                                   |
|                                                                                               | Партизанско спомен-гробље у Крупи на Врбасу | Крупа на Врбасу | борцима НОВЈ погинулим у НОБ и жртвама фашизма                       | —                                                         | —                                                                   |
|                                                                                               | Партизанско гробље у Ливну                  | Ливно           | борцима НОВЈ погинулим у НОБ                                         | Винко Крагић и Франо Бускарели, 1972.                     | оштећено због сталних вандалских напада                             |
|                                                                                               | Спомен-гробље у Вукосавцима                 | Вукосавци       | борцима НОВЈ погинулим у НОБ                                         | вајар Драго Тршар, 1986.                                  | —                                                                   |
|                                                                                               | Спомен-гробље у Доњој Трнови                | Доња Трнова     | борцима НОВЈ погинулим у НОБ                                         | архитекта Леон Кабиљо и вајар Јован Кратохвил, 1951-1964. | —                                                                   |
|                                                                                               | Спомен-комплекс „Битка на Неретви“          | Јабланица       | борцима НОВЈ и жртвама фашизма погинулим током Битке на Неретви      | вајар Бошко Кућански, 1978.                               | —                                                                   |
|                                                                                               | Спомен-парк „Враца“                         | Сарајево        | борцима НОВЈ погинулим у НОБ и жртвама фашизма                       | Владимир Добровић, 1980-1981.                             | 2005. проглашен националним спомеником Босне и Херцеговине          |
|                                                                                               | Спомен-парк „Гаравице“                      | Бихаћ           | жртвама фашизма                                                      | архитекта Богдан Богдановић, 1949-1986.                   | 2011. проглашен националним спомеником Босне и Херцеговине          |
|                                                                                               | Спомен-подручје „Доња Градина“              | Доња Градина    | стрељаним заточеницима логора Јасеновац                              | група аутора, 1968-1983.                                  | —                                                                   |
|                                                                                               | Спомен-подручје „Шушњар“                    | Сански Мост     | борцима НОВЈ погинулим у НОБ и и жртвама фашизма                     | вајар Петар Крстић, 1968-1971.                            | 2003. проглашен националним спомеником Босне и Херцеговине          |

## Споменици НОБ
| Споменици посвећени Народноослободилачкој борби на територији Босне и Херцеговине |                                                           |                        | |                                                   |                                                                                 |
| Слика                                                                             | назив споменика                                           | локација               | посвећен | аутор/и и година постављања                       | напомена                                                                        |
|                                                                                   | Вечна ватра                                               | Сарајево               | борцима Југословенске армије погинулим у ослобођењу Сарајева 1945. године | 1946.                                             | —                                                                               |
|                                                                                   | Гробница народних хероја у Сарајеву                       | Сарајево               | 24-орици народних хероја Југославије | 1949.                                             | налази се у саставу Спомен-парка „Враца“                                        |
|                                                                                   | „Девојка са Уне“                                          | Бихаћ                  | борцима Југословенске армије погинулим у ослобођењу града 1945. године | —                                                 | —                                                                               |
|                                                                                   | „Мајка партизанка“                                        | Нови Град              | борцима НОВЈ погинулим у НОБ и жртвама фашизма | вајар Маријан Коцковић, 1964.                     | —                                                                               |
|                                                                                   | Спомен-костурница палих бораца                            | Братунац               | борцима НОВЈ погинулим у НОБ | вајар Петар Крстић, 1972.                         | —                                                                               |
|                                                                                   | Спомен-костурница палих бораца                            | Високо                 | борцима НОВЈ погинулим у НОБ | вајар Маријан Коцковић, 1964.                     | —                                                                               |
|                                                                                   | Спомен-костурница палих бораца                            | Вогошћа                | борцима НОВЈ погинулим у НОБ | архитекта Рубен Угљен и вајар Петар Крстић, 1969. | —                                                                               |
|                                                                                   | Спомен-костурница палих бораца                            | Котор Варош            | борцима НОВЈ погинулим у НОБ | архитекта Неџад Хоџић, 1965.                      | —                                                                               |
|                                                                                   | Спомен-рељеф Народноослободилачкој борби                  | Бихаћ                  | оснивању града 1260. и ослобођењу 1945. године | 1960.                                             | —                                                                               |
|                                                                                   | Споменик битке на Неретви                                 | Макљен                 | борцима НОВЈ и жртвама фашизма погинулим у бици на Неретви | вајар Бошко Кућански, 1978.                       | срушен 2000. године; 2010. проглашен националним спомеником Босне и Херцеговине |
|                                                                                   | Споменик бици у Првом светском рату и партизанској акцији | Ружина вода, Власеница | борбама Шумадијске дивизије српске војске против аустроугарских јединица 28. септембра 1914. и победи јединица Шесте источнобосанске бригаде и Бирчанског одреда над усташким упориштем 15. јуна 1942. године | 1952.                                             | —                                                                               |
|                                                                                   | Споменик жртвама фашизма                                  | Раковачке Баре         | рударима убијеним од усташа 7. фебруара 1942. године | —                                                 | —                                                                               |
|                                                                                   | Споменик палим борцима                                    | Бања Лука              | борцима НОВЈ погинулим у НОБ | —                                                 | —                                                                               |
|                                                                                   | Споменик палим борцима                                    | Бараћи                 | борцима НОВЈ погинулим у НОБ | —                                                 | —                                                                               |
|                                                                                   | Споменик палим борцима                                    | Јајце                  | борцима НОВЈ погинулим у НОБ | 1972.                                             | —                                                                               |
|                                                                                   | Споменик палим борцима                                    | Кнежево                | борцима НОВЈ погинулим у НОБ | —                                                 | —                                                                               |
|                                                                                   | Споменик палим борцима                                    | Сметови, код Зенице    | 32-ојици бораца Зеничког партизанског одреда које су на превару заробили и побили четници од 8. до 15. фебруара 1942. године                                                                                  | вајар Арфан Хоџић, 1968.                          | —                                                                               |
|                                                                                   | Споменик палим борцима                                    | Солила                 | борцима НОВЈ погинулим у НОБ | —                                                 | —                                                                               |
|                                                                                   | Споменик палим борцима                                    | Цазин                  | борцима НОВЈ погинулим у НОБ | —                                                 | —                                                                               |
|                                                                                   | Споменик палим борцима и жртвама фашизма                  | Босанска Костајница    | борцима НОВЈ погинулим у НОБ и жртвама фашизма | —                                                 | —                                                                               |
|                                                                                   | Споменик палим борцима и жртвама фашизма                  | Кнежево                | борцима НОВЈ погинулим у НОБ и жртвама фашизма | 1986.                                             | —                                                                               |
|                                                                                   | Споменик палим борцима и жртвама фашизма                  | Љубачево               | борцима НОВЈ погинулим у НОБ и жртвама фашизма | 1983.                                             | —                                                                               |
|                                                                                   | Споменик палим борцима и жртвама фашизма                  | Машићи                 | борцима НОВЈ погинулим у НОБ и жртвама фашизма | —                                                 | —                                                                               |
|                                                                                   | Споменик палим Крајишницима                               | Бања Лука              | борцима НОВЈ погинулим у НОБ, жртвама фашизма и Народноослободилачкој борби Босанске крајине | вајар Антун Аугустинчић, 1961.                    | —                                                                               |
|                                                                                   | Споменик партизанским пилотима                            | Међувође               | пилотима Рудију Чајавцу, Фрањи Клузу и првом партизанском аеродрому на овом месту | —                                                 | —                                                                               |
|                                                                                   | Споменик партизанској авијацији                           | Медено Поље            | партизанском аеродрому на овом месту | 1982.                                             | —                                                                               |
|                                                                                   | Споменик Револуцији                                       | Мраковица, Козара      | борцима НОВЈ и жртвама фашизма погинулим током непријатељске офанзиве на Козару | вајар Душан Џамоња, 1969-1972.                    | —                                                                               |
|                                                                                   | Споменик хусинским рударима                               | Тузла                  | рударима из Хусина погинулим у Хусинској буни и НОБ | вајар Иван Саболић, 1953-1956.                    | —                                                                               |

## Споменици народним херојима и истакнутим учесницима НОП-а
| Споменици посвећени народним херојима и истакнутим учесницима НОП-а на територији Босне и Херцеговине |                       |                          |                              |          |
| Слика                                                                                                 | назив споменика       | локација                 | аутор/и и година постављања  | напомена |
| | Рефик Бешлагић        | Добој                    | 1962. вајар Драго Хандановић |          |
| | Јово Бијелић          | Бања Лука                | 2010.                        | —        |
| | Јосип Броз Тито       | Сарајево                 | вајар Антун Аугустинчић      | —        |
| | Рада Врањешевић       | Бања Лука                | —                            | —        |
| | Тодор Вујасиновић     | Добој                    | 1969. вајар Драго Хандановић | —        |
| | Михаило Ђурић         | Добрљин, код Новог Града | —                            | —        |
| | Анте Јакић            | Бања Лука                | —                            | —        |
| | Јосип Јовановић       | Добој                    | вајар Зденко Гргић           | —        |
| | Исмет Капетановић     | Добој                    | вајар Зденко Гргић           | —        |
| | Осман Карабеговић     | Бања Лука                | —                            | —        |
| | Бошко Каралић         | Бања Лука                | —                            | —        |
| | Фрањо Клуз            | Козарска Дубица          | —                            | —        |
| | Дујко Комљеновић      | Кнежево                  | —                            | —        |
| | Скендер Куленовић     | Козарска Дубица          | —                            | —        |
| | Милош Купрес          | Добој                    | 1963. вајар Драго Хандановић | —        |
| | Радојка Лакић         | Кнежево                  | —                            | —        |
| | Драго Ланг            | Бања Лука                | —                            | —        |
| | Раде Личина           | Бања Лука                | —                            | —        |
| | Симо Лукић            | Добој                    | вајар Зденко Гргић           | —        |
| | Вахида Маглајлић      | Бања Лука                | —                            | —        |
| | Шефкет Маглајлић      | Бања Лука                | —                            | —        |
| | Драго Мажар           | Бања Лука                | —                            | —        |
| | Ивица Мажар           | Бања Лука                | —                            | —        |
| | Јосип Мажар Шоша      | Бања Лука                | —                            | —        |
| | Веселин Маслеша       | Бања Лука                | —                            | —        |
| | Миланчић Миљевић      | Бања Лука                | 2010.                        | —        |
| | Данко Митров          | Бања Лука                | —                            | —        |
| | Стјепан Павлић        | Бања Лука                | —                            | —        |
| | Тодор Панић           | Добој                    | 1969. вајар Драго Хандановић | —        |
| | Владимир Перић Валтер | Сарајево                 | —                            | —        |
| | Владимир Перић Валтер | Сарајево                 | —                            | —        |
| | Моша Пијаде           | Јајце                    | —                            | —        |
| | Бранко Поповић        | Бања Лука                | —                            | —        |
| | Ђуро Пуцар Стари      | Бања Лука                | —                            | —        |
| | Ђуро Пуцар Стари      | Кнежево                  | —                            | —        |
| | Лука Радетић          | Кнежево                  | —                            | —        |
| | Карло Ројц            | Бања Лука                | —                            | —        |
| | Милан Симовић         | Пале                     | —                            | —        |
| | Младен Стојановић     | Бања Лука                | —                            | —        |
| | Младен Стојановић     | Приједор                 | вајар Сретен Стојановић      | —        |
| | Милорад Умјеновић     | Бања Лука                | —                            | —        |
| | Касим Хаџић           | Бања Лука                | —                            | —        |
| | Руди Чајавец          | Бања Лука                | —                            | —        |
| | Павле Џевер           | Мркоњић Град             | —                            | —        |
| | Бошко Шиљеговић       | Козарска Дубица          | —                            | —        |
| | Ранко Шипка           | Бања Лука                | 1985.                        | —        |
| | Томица Шпановић       | Доња Слабиња             | —                            | —        |